# Wolfgang Tiefensee
Wolfgang Tiefensee, né le 4 janvier 1955 à Gera, est un homme politique allemand, membre du Parti social-démocrate d'Allemagne (SPD).
En 1989, il entre à l'assemblée municipale de Leipzig, ville dont il est élu bourgmestre en 1998. Réélu sept ans plus tard, il devient, quelques mois après, ministre fédéral des Transports et des Travaux publics dans la première grande coalition d'Angela Merkel. En 2009, alors que le SPD passe dans l'opposition, il entre au Bundestag. Il rejoint en 2014 le gouvernement de Thuringe comme ministre de l'Économie, où il siège dix ans.

## Biographie

### Jeunesse et formation
Du fait de son éducation chrétienne, il n'intègre pas l'Organisation des pionniers Ernst Thälmann, puis la Jeunesse libre allemande (FDJ), les deux organisations de jeunesse d'Allemagne de l'Est. Il passe avec succès son Abitur en 1973, et suit pendant un an un apprentissage dans les communications électroniques.
En 1974, il fait valoir son objection de conscience pour la conscription. Il entre tout de même dans l'armée populaire nationale (NVA) mais fait ses deux ans de service militaire dans le corps du génie, ne participant à aucune formation combattante.

### Vie professionnelle
Il devient ingénieur en électronique industrielle en 1979.
La même année, il entre à la société Fernmeldewerk de Leipzig, où il travaille jusqu'en 1986 comme ingénieur pour la recherche et développement. Quatre ans plus tôt, il avait suivi une formation d'ingénieur en électronique du génie civil.
Il a occupé un poste d'ingénieur à l'Académie technique de Leipzig entre 1986 et 1990, et a obtenu son diplôme d'ingénieur en électronique en 1988.

### Débuts en politique
En 1989, il rejoint le mouvement des droits civiques « Demokratie Jetzt » et participe à la table ronde municipale entre le pouvoir et la société civile. À la suite de ce dialogue, il est nommé au sein de l'assemblée municipale, en attendant la tenue d'élections libres.
Lors du scrutin de 1990, il se présente, comme indépendant, sur la liste de l'Alliance 90 (B90), et est élu conseiller municipal, alors que le social-démocrate Hinrich Lehmann-Grube devient bourgmestre de la ville. Il le nomme successivement chef du département municipal des Écoles, conseiller municipal pour l'Éducation et les Écoles en 1992, puis premier adjoint au maire et responsable de la Jeunesse, des Écoles et des Sports en 1995.
Il rejoint, cette année-là, le Parti social-démocrate d'Allemagne (SPD).

### Bourgmestre de Leipzig
À l'occasion de l'élection du bourgmestre, le 26 avril 1998, il se présente comme candidat SPD et l'emporte avec 48,4 % des suffrages. Il prend officiellement ses fonctions le 1er juillet suivant. Après les élections fédérales du 22 septembre 2002, il refuse d'entrer dans le second cabinet de Gerhard Schröder. Il lance ensuite la ville dans la candidature à l'organisation des Jeux olympiques d'été de 2012, mais Leipzig n'est pas retenue comme « ville candidate » le 18 mai 2004.
Il n'accepte pas, cette même année, d'être désigné chef de file du SPD pour les élections législatives régionales de Saxe du 19 septembre 2004. Cependant, à la suite du scrutin, il participe aux négociations avec l'Union chrétienne-démocrate d'Allemagne (CDU) pour la formation d'une « grande coalition ».
Candidat à sa propre succession à la tête de Leipzig, il est réélu, le 10 avril 2005, avec 67,1 % des voix.

### Ministre fédéral
À peine sept mois plus tard, le 13 novembre, il est proposé par la présidence fédérale du SPD comme futur ministre dans le gouvernement fédéral de grande coalition de la chrétienne-démocrate Angela Merkel, un choix ratifié, deux jours plus tard, par le comité directeur fédéral. Le 22 novembre, il est nommé ministre fédéral des Transports, des Travaux publics et du Développement urbain et délégué du gouvernement fédéral pour les Nouveaux Länder. Il démissionne alors de la mairie de Leipzig, où Andreas Müller lui succède par intérim.

### Dans l'opposition
Lors des élections fédérales du 27 septembre 2009, il se présente dans la cent cinquante-troisième circonscription fédérale, « Leipzig II », située en Saxe et détenue depuis 1998 par le social-démocrate Gunter Weißgerber. Avec 23 % des voix, il arrive troisième, derrière le candidat de la CDU, qui est élu avec 28,8 % des suffrages, et celui de Die Linke, qui en remporte 25,3 %. Il est tout de même élu grâce au scrutin de liste et entre alors au Bundestag, où il devient membre de la commission de l'Économie et de la Technologie.
En juin 2012, il est élu président de l'association « Contre l'oubli – Pour la démocratie » en remplacement du nouveau président fédéral, Joachim Gauck.

### Ministre en Thuringe

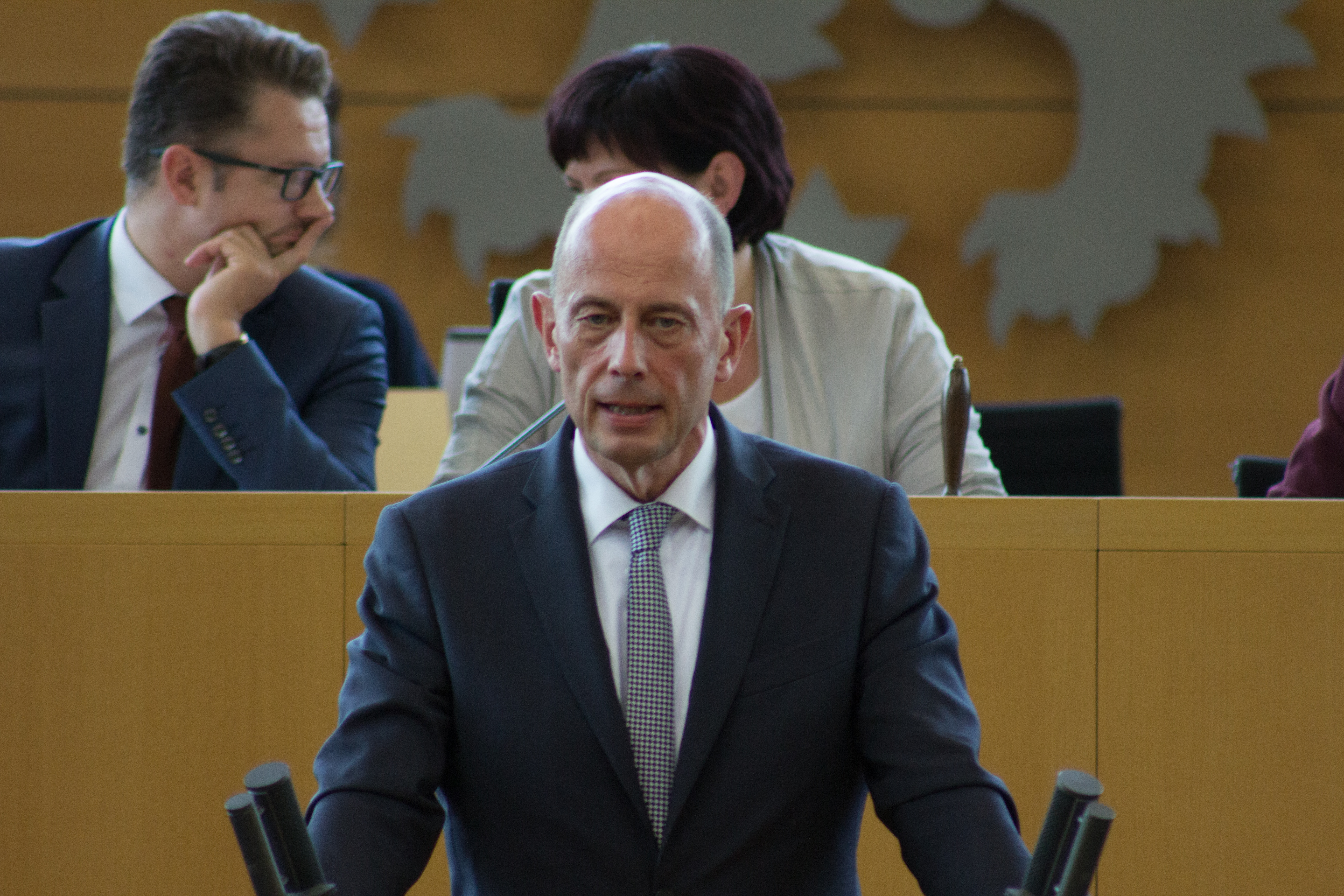
Wolfgang Tiefensee s'exprime en 2017 devant le Landtag de Thuringe.

Le 5 décembre 2014, le chef de file de Die Linke en Thuringe, Bodo Ramelow, devient ministre-président et forme un gouvernement rouge-rouge-vert. À cette occasion, Wolfgang Tiefensee est nommé au poste de ministre de l'Économie, de la Science et de la Société numérique. Il démissionne de son mandat fédéral et quitte la vie politique saxonne.
Il est élu le 11 mars 2018 président du SPD de Thuringe par 124 voix sur 158, succédant au bourgmestre d'Erfurt Andreas Bausewein, démissionnaire. Il annonce trois mois plus tard qu'il souhaite être investi chef de file aux élections régionales de l'été 2019.

### Vie privée et familiale
Il est le fils de Siegfried Tiefensee, un compositeur, et a lui-même joué du violoncelle, une de ses interprétations lui ayant valu le prix Bach. Son frère aîné, Eberhard, est universitaire, tandis que son cadet, Volker, est membre de la CDU, bourgmestre de Schönwölkau depuis 1995 et député au Landtag de Saxe depuis 2009.
Il est marié et père de quatre enfants.